# Anolis bahorucoensis
Anolis bahorucoensis (південний кремезний аноліс) — вид ігуаноподібних ящірок родини анолісових (Dactyloidae). Ендемік острова Гаїті.

## Підвиди
Виділяють два підвиди:
- Anolis bahorucoensis bahorucoensis Noble & Hassler, 1933;
- Anolis bahorucoensis southerlandi Schwartz, 1978.

## Поширення і екологія
Південні кремезні аноліси мешкають в горах Ла-Сель і Сьєрра-де-Баоруко на півдні острова Гаїті. Вони живуть в тінистих широколистяних лісах і галерейних лісах, трапляються на тінистих плантаціях та в садах. Зустрічаються на висоті від 45 до 1400 м над рівнем моря.

## Збереження
МСОП класифікує цей вид як вразливий. Anolis bahorucoensis загрожує знищення природного середовища.